# Planul de campanie al Armatei României pentru anul 1917
'Planul de campanie al Armatei României pentru anul 1917 a reprezentat documentul de planificare politico-militară pentru desfășurarea acțiunilor militare ale Armatei României, în campania anului 1917.
Planul stabilea obiectivul general al acțiunilor militare, modul de acțiune și de alocare a forțelor militare pentru îndeplinirea acestuia. Planul a fost întocmit de Marele Cartier General, condus de generalul Constantin Prezan, în iarna 1916/1917, coordonat cu comandamentul forțelor ruse din România și aprobat de regele Ferdinand, în calitate de comandant al Frontului român.
Deși planul urmărea îndeplinirea obiectivului politic fundamental – eliberarea teritoriului ocupat, planul a trebuit să țină seama și să fie armonizat cu cerințele concrete rezultate din configurația frontului, solicitările aliaților, existența a trei armate ruse pe teritoriul național, având propriile obiective etc.

## Planul de campanie al Antantei pentru anul 1917

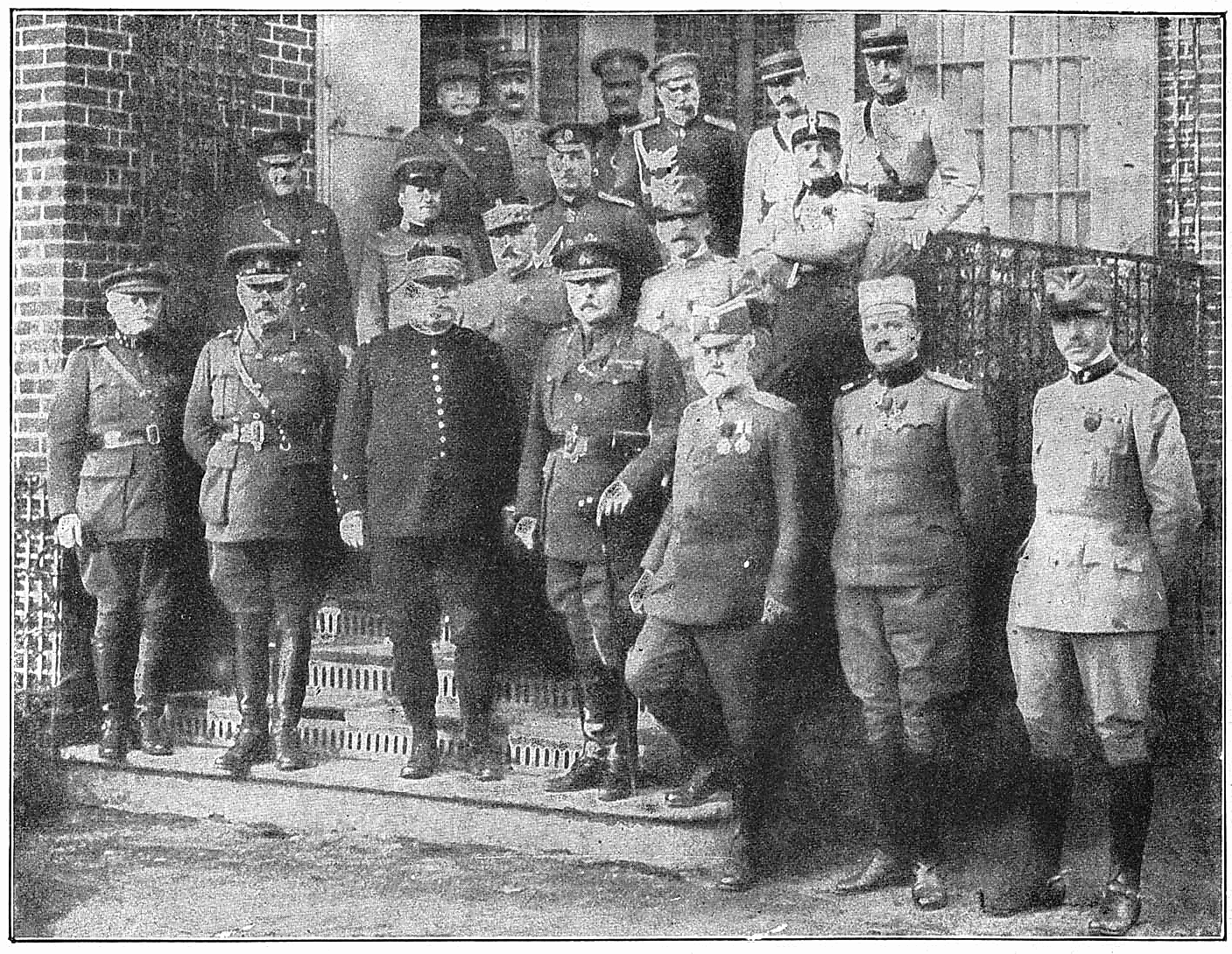
Participanții la Conferința interaliată de la Chantilly

În perioada 2/15-3/16 noiembrie 1916 se desfășoară la sediul Cartierului General francez de al Chantilly o conferință interaliată de planificare, la care au participat comandanții militari șefi sau reprezentanți ai acestora din toate țările Antantei. România a fost reprezentată de colonelul Ioan Rășcanu, fostul șef al Secției operații din Marele Cartier General. Conferința a stabilit proiectul planului general de operații al Antantei pentru anul 1917. Referitor la frontul românesc, planul prevedea o operație ofensivă în primăvara lui 1917, în cadrul ofensivei generale preconizate la nivelul alianței, dar lăsând la latitudinea autorităților militare ruse să stabilească direcția loviturii principale și numărul de lovituri rezervate pentru Frontul de est. :pp 48-49

## Obiective

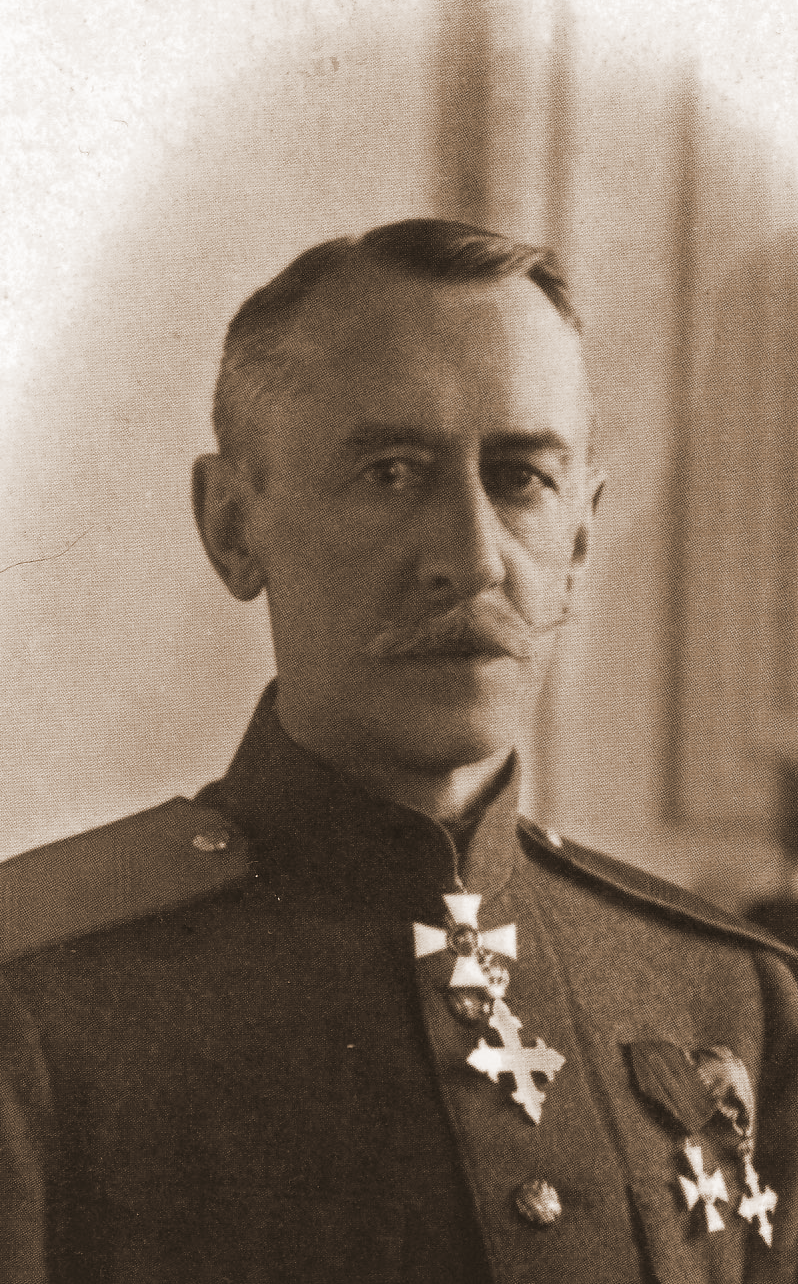
Generalul Dmitri Șcerbaciov

Forma inițială a planului a fost coordonată și agreată de comandamentele rus și român în martie 1917. Având în vedere că perioadele preconizate de executare a operațiilor nu coincideau, linia directoare a planului era de a se realiza fixarea forțele inamice prin executarea de lovituri de fiecare dintre armate, în vederea împiedicării transferului de către inamic a forțelor de pe un teatru de operații pe altul. Ofensiva rusă era planificată a se desfășura la începutul lui martie 1917 în Galiția, în timp ce ofensiva pe frontul român trebuia să înceapă în luna aprilie, concomitent cu acțiunile forțelor Antantei pe celelalte fronturi.:pp 540-541
Izbucnirea revoluției din Rusia (februarie/martie 1917) a amânat declanșarea ofensivei ruse preconizate. Pentru a clarifica situația, între 22 aprilie/5 mai-29 aprilie/12 mai 1917, prim-ministru Ion I.C. Brătianu, însoțit de generalul Constantin Prezan, a efectuat o vizită la Petrograd, iar la începutul lunii mai, generalul Prezan s-a întâlnit, la Moghilev, cu generalii Mihail Alekseev, șeful Marelui Cartier General rus și Dmitri Șcerbaciov, comandantul trupelor ruse din Moldova. În acest context, la începutul lunii aprilie 1917, Comandamentul Frontului Român a decis modificarea planului de campanie inițial, hotărând executarea loviturii principale pe direcția Brăila, de către Armatele 4 și 6 ruse. În urma obiecțiilor formulate de Marele Cartier General Român, rușii au acceptat modificarea din nou a planului, în sensul executării unei lovituri pe două direcții divergente astfel: un grup de 4-6 divizii române aflate în reorganizare, să spargă frontul în sectorul Nămoloasa dezvoltând ofensiva spre Râmnicu Sărat, în timp ce Armata 6 rusă să atace în direcția Brăila, cum fusese prevăzut inițial. Deoarece marile unități române preconizate a lua parte la ofensivă nu au finalizat procesul de reorganizare, declanșarea ofensivei a fost amânată pentru mijlocul lunii iunie 1917. :p. 279

## Situația forțelor proprii
Forțele româno-ruse erau formate din 32,5 divizii de infanterie - 26 ruse și 6,5 române, 13 divizii de cavalerie ruse și 2 brigăzi de cavalerie române. Diviziile ruse de infanterie erau compuse din 12-16 batalioane și 6 baterii de artilerie iar diviziile de cavalerie din 24 de escadroane. Diviziile române aveau forța combativă mult diminuată, de exemplu Divizia 7 Infanterie mai avea doar 5 batalioane și 4100 militari, Divizia 12 Infanterie avea 7 batalioane și 2100 militari iar Brigada 2 Călărași avea 8 escadroane și 1050 militari.:p. 279

## Situația inamicului
Forțelor Puterilor Centrale dislocate pe frontul român la începutul anului 1917 erau organizate în două mari gruări: Grupul de Armate Mackensen - dispus pe frontul de sud de la Marea Neagră până la Irești și Grupul de armate „Arhiducele Iosif”, dispus pe aliniamentul Carpaților Orientali. 
Grupul de armate „Mackensen” era format din Armata 3 bulgară, Armata de Dunăre și Armata 9 germană, cu un efectiv de 18,5 divizii de infanterie și 3 divizii de cavalerie.
Grupul de armate „Arhiducele Iosif” era format din unități austro-ungare cu un efectiv total de 13,5 divizii de infanterie și 7 divizii de cavalerie.
Totalul forțelor Puterilor Centrale era de 32 de divizii de infanterie și 10 divizii de cavalerie. Diviziile de infanterie erau formate din 13 divizii germane, 12 divizii austro-ungare, 4 divizii bulgare, 3 divizii turce.Diviziile de cavalerie erau formate din 2 divizii germane, 7 divizii austro-ungare și 1 divizie bulgară.:pp. 279

## Concepția execuției

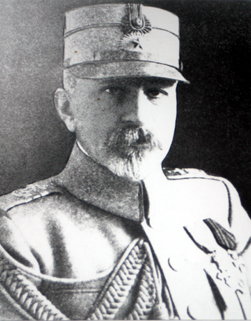
Generalul Constantin Prezan

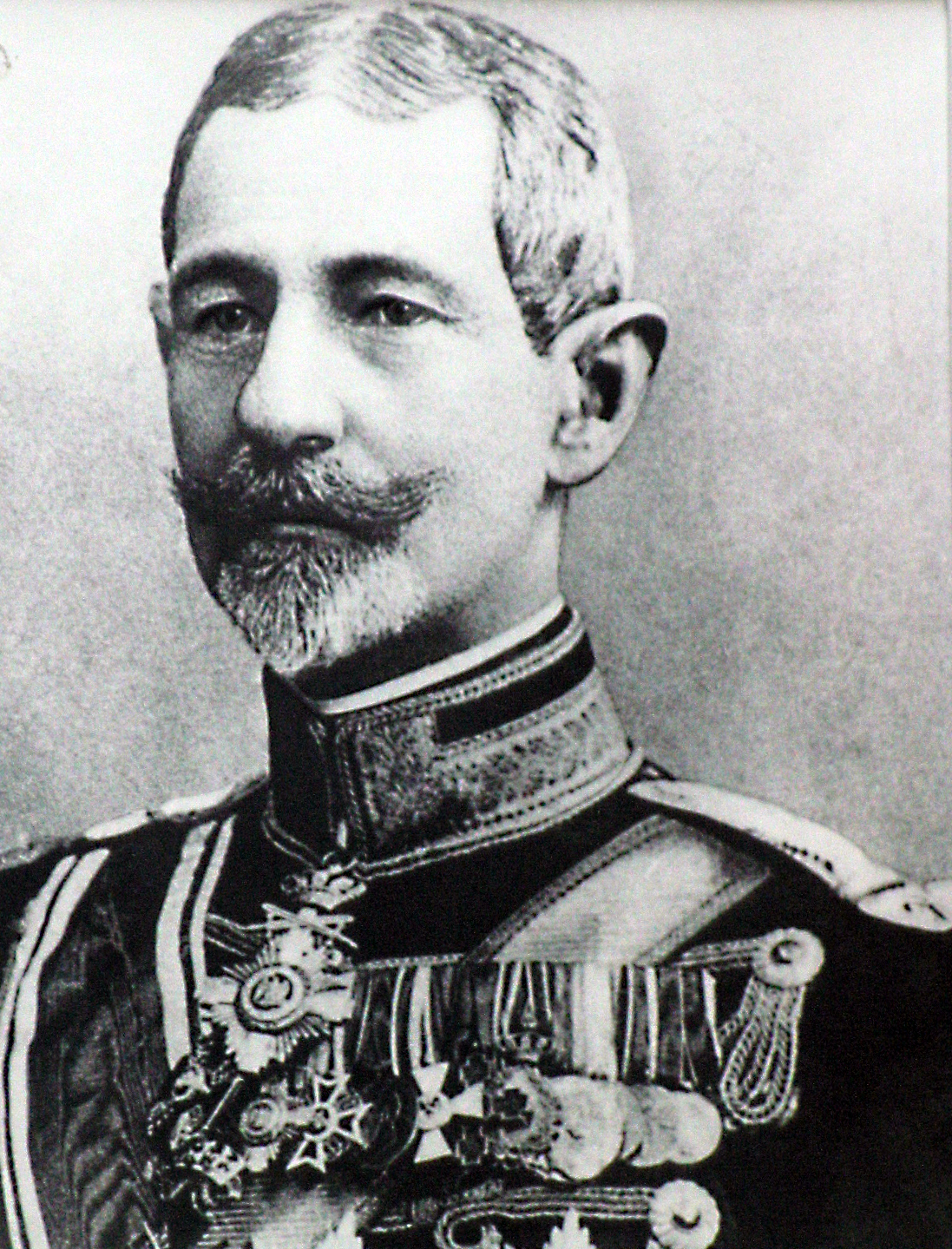
Generalul Alexandru Averescu

La 30 mai/12 iunie 1917 s-a desfășurat la Iași, conferința de comandament în cadrul căreia a fost definitivat planul de operații pentru campania anului 1917, pe frontul românesc. La reuniune au participat regele Ferdinand, prim-ministrul Ion I.C. Brătianu, generalii români Constantin Prezan, Alexandru Averescu și Constantin Christescu, generalii ruși Dmitri Șcerbaciov, Nikolai Golovin, precum și generalul Henri Berthelot, șeful Misiunii Militare Franceze. 
în cadrul reuniunii au ieșit în evidență concepțiile diferite ale lui Averescu și Prezan, primul propunând ca rolul cel mai important să revină Armatei 2, al cărui comandant era. Ea trebuia să dea lovitura principală la joncțiunea celor două grupuri de armată inamice dispuse din Bucovina până la Oituz și, respectiv, în Munții Vrancei și în Câmpia Siretului, pentru a le putea înfrânge apoi pe părți. :pp. 162-164
După discuții furtunoase între Averescu și Prezan, participanții la conferință au adoptat planul mai realist propus de Prezan, față de planul mai îndrăzneț dar mult mai riscant prezentat de Averescu. Planul prevedea:
- o lovitură principală care urma să fie dată de Armata 1 română împreună cu Armata 4 rusă în sectorul Nămoloasa, având ca obiectiv nimicirea grupării principale de forțe a inamicului reprezentată e Armata 9 germană.
- o lovitură secundară care urma să fie dată de Armata 2 în sectorul Mărăști, cu scopul de a fixa forțele inamice și de a sprijini acțiunile de la flancul drept al grupării care executa lovitura principală. [2]:p. 542